# Марко Паппа
Марко Пабло Паппа Понсе (ісп. Marco Pablo Pappa Ponce; 15 листопада 1987, Гватемала) — гватемальський футболіст, півзахисник клубу «Мунісіпаль» і збірної Гватемали.

## Кар'єра

### Клубна кар'єра

#### «Мунісіпаль»
Паппа почав молодіжну кар'єру в шістнадцятирічному віці в клубі «Мунісіпаль» у 2004 році. Перший професійний матч у національній лізі Паппа зіграв у серпні 2006 року проти клубу «Депортіво Петапа». Марко забив свій перший гол під час гри у матчі проти нікарагуанського «Реаль Мадріса» в Клубному кубку UNCAF 2007.

#### «Чикаго Файр»
30 липня 2008 року Паппа підписав угоду на перехід в оренду на півтора року в американський клуб «Чикаго Файр» і дебютував у MLS у матчі проти «Чівас США» 2 серпня 2008 року. Марко забив свій перший гол в MLS 5 квітня 2009 року в матчі проти «Нью-Йорк Ред Буллз».
3 грудня 2009 року клуб «Чикаго Файр» викупив Паппу з «Мунісіпаля». Марко блискуче завершив сезон 2010 ставши найкращим бомбардиром клубу і другим за кількістю результативних передач. Його гол, забитий 10 квітня 2010 року в матчі проти «Сан-Хосе Ерсквейкс», був удостоєний престижної нагороди ліги MLS за найкращий гол року.
У сезоні 2011 Паппа забив вісім голів за «Файр» і став другим найкращим бомбардиром сезону в команді. 28 вересня 2011 року Марко забив усі три голи матчу в гостях проти «Реал Солт-Лейк», за що згодом удостоївся нагороди «Гравець тижня» MLS. Він став другим гватемальським гравцем у лізі, що зробив хет-трик, після Карлоса Руїса у 2002—2003 роках.

#### «Геренвен»
13 серпня 2012 року «Чикаго Файр» оголосив, що Паппа підписав попередній контракт з нідерландським клубом «Геренвен» виступаючим в Ередивізі. Згідно з контрактом, Паппа повинен був завершити сезон 2012 з «Чикаго Файр» і офіційно перейти в «Геренвен» після відкриття трансферного періоду 1 січня 2013 року. Однак 30 серпня 2012 року клуби прийшли до обопільної згоди про негайний трансфер Паппи в європейський клуб. Кар'єра Марко в клубі не стала успішною і 3 січня 2014 року «Геренвен» заявив про розрив контракту з Паппою.

#### «Сіетл Саундерс»
Під час зимового трансферного вікна 2014 року Марко став гравцем клубу «Сіетл Саундерс», де провів два повноцінні сезони.

#### «Колорадо Рапідз»
15 грудня 2015 року Паппа був обмінений в «Колорадо Рапідз» на розподільні кошти. Дебютував він за клуб 6 березня в першому матчі сезону 2016 проти «Сан-Хосе Ерсквейкс». А в наступному матчі ліги, у грі з «Лос-Анджелес Гелексі», що відбулася 13 березня, забив свій перший гол за команду.

### Повернення на батьківщину
На початку 2017 року Марко повернувся в рідний «Мунісіпаль»

### Кар'єра в збірній
Паппа виступав за молодіжні збірні Гватемали у вікових категоріях до 17, 20, 21 та 23 років. У 2008 році представляв збірну Гватемали у відбірковому турнірі Олімпійських ігор-2008, в якому збірній не вистачило одного післяматчевого пенальті для виходу в олімпійський турнір.
Першу гру за національну збірну Паппа провів 20 серпня 2008 року в матчі проти США у відбірковому турнірі до ЧС-2010, вийшовши на заміну на 75-й хвилині. В цьому ж турнірі Марко забив свій перший гол за збірну у матчі проти Куби 15 жовтня 2008 року.

## Голи за збірну Гватемали
Перша цифра результату — голи Гватемали.
| №  | Дата            | Стадіон                                           | Суперник                 | Голи | Результат | Турнір                             |
| 1  | 15 жовтня 2008  | Естадіо Педро Марреро, Гавана, Куба               | Куба                     | 1:1  | 1:2       | Кваліфікація на ЧС-2010            |
| 2  | 3 березня 2010  | Лос-Анджелес Меморіел Колісеум, Лос-Анджелес, США | Сальвадор                | 1:0  | 2:1       | Товариський матч                   |
| 3  | 13 червня 2011  | Ред Булл Арена, Гаррісон, США                     | Гренада                  | 2:0  | 4:0       | Золотий кубок КОНКАКАФ 2011        |
| 4  | 2 вересня 2011  | Естадіо Матео Флорес, Гватемала, Гватемала        | Сент-Вінсент і Гренадини | 1:0  | 4:0       | Кваліфікація на ЧС-2014            |
| 5  | 12 червня 2012  | Естадіо Матео Флорес, Гватемала, Гватемала        | США                      | 1:1  | 1:1       | Кваліфікація на ЧС-2014            |
| 6  | 15 серпня 2012  | РФК Стедіум, Вашингтон, США                       | Парагвай                 | 1:1  | 3:3       | Товариський матч                   |
| 7  | 3 вересня 2014  | РФК Стедіум, Вашингтон, США                       | Сальвадор                | 1:0  | 2:1       | Центральноамериканський кубок 2014 |
| 8  | 3 вересня 2014  | РФК Стедіум, Вашингтон, США                       | Сальвадор                | 2:0  | 2:1       | Центральноамериканський кубок 2014 |
| 9  | 10 вересня 2014 | BBVA Компасс Стедіум, Х'юстон, США                | Гондурас                 | 1:0  | 2:0       | Центральноамериканський кубок 2014 |
| 10 | 10 вересня 2014 | BBVA Компасс Стедіум, Х'юстон, США                | Гондурас                 | 2:0  | 2:0       | Центральноамериканський кубок 2014 |
| 11 | 13 жовтня 2015  | Лос-Анджелес Меморіел Колісеум, Лос-Анджелес, США | Сальвадор                | 1:0  | 1:1       | Товариський матч                   |